# Одинокий парень (фильм)
«Одинокий парень» (англ. The Lonely Guy) — комедийный кинофильм  1984 года. Экранизация произведения Брюса Фридмэна. В главной роли — Стив Мартин.

## Сюжет
В фильме описывается жизнь сочинителя поздравительных открыток Ларри, работающего в одной из компаний. Однажды он приходит домой и застаёт свою девушку Даниэль в постели с другим мужчиной. Так начинается его новая одинокая жизнь.
Через некоторое время Ларри описывает свою жизнь в книге, которая неожиданно становится бестселлером. Ларри становится богатым и знаменитым, и даже его отношения с Айрис могут начаться заново.

## В ролях
- Стив Мартин — Ларри Хаббард
- Чарлз Гродин — Уоррен Эванс
- Джудит Айви — Айрис
- Стив Лоренс — Джек Фенвик
- Робин Дуглас  — Даниэль
- Мерв Гриффин — камео
- Джойс Бразерс  — камео